# به دل بگو چه کار کنه
به دل بگو چه کار کنه (به هندی: Dil Kya Kare) فیلمی محصول سال ۱۹۹۹ و به کارگردانی پراکاش جها است. در این فیلم بازیگرانی همچون اجی دیوگن، ماهیما چودری، کاجول، فریده جلال، لاکسیمیکانت برد، راجپال یاداو، راجندرا گوپتا، آچالا ساچدف، راکهی ساوانت ایفای نقش کرده‌اند.